# Nelson (rzeka)

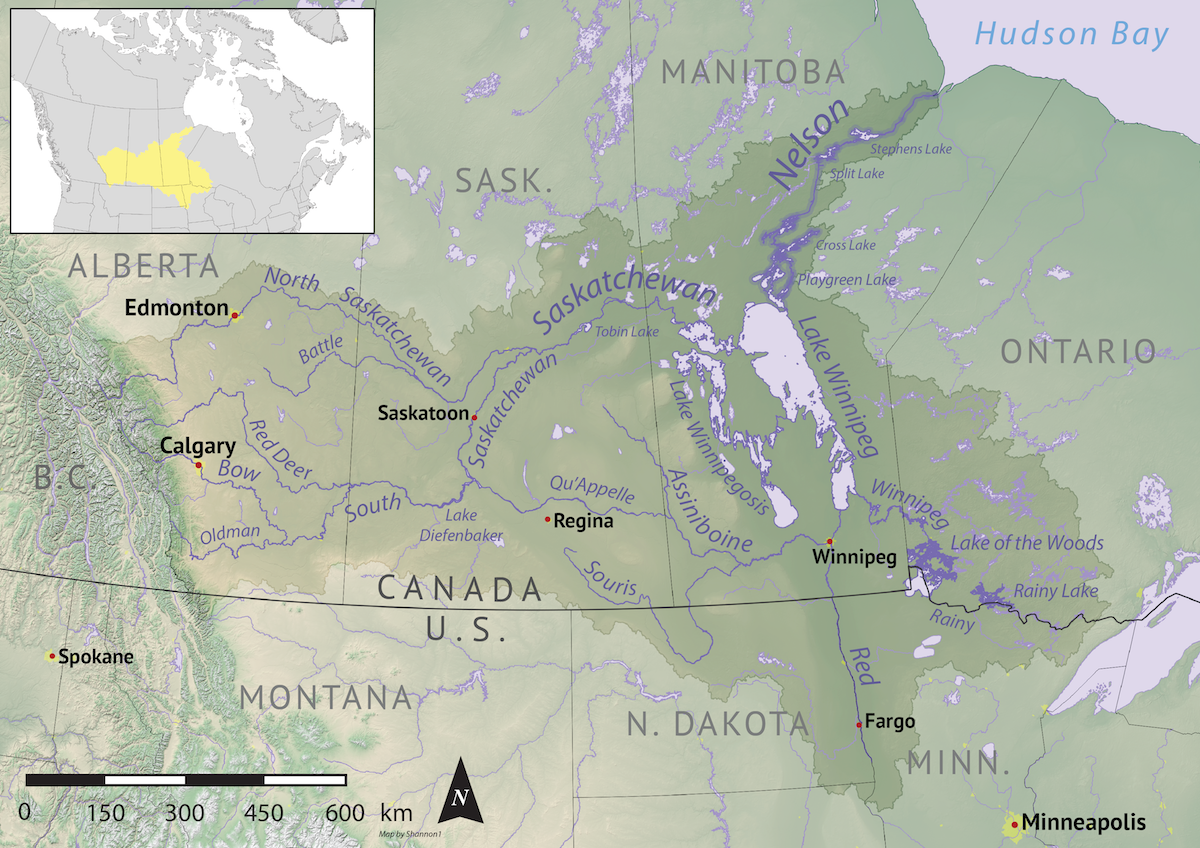
Zasięg dorzecza Nelson

Nelson (ang. Nelson River, fr. Fleuve Nelson) – rzeka w południowej Kanadzie, w prowincji Manitoba. Jej długość wynosi 644 km, a powierzchnia dorzecza 970 tys. km². Rzeka bierze swój początek w jeziorze Winnipeg. Przepływa przez wiele jezior i wodospadów (m.in. Stephens Lake, Split Lake, Sipiwesk Lake). Uchodzi do Zatoki Hudsona koło Port Nelson. Głównym dopływem jest Burntwood River.
Większe miasta nad rzeką Nelson: Kelsey, Cross Lake, Gillam, York Factory, Norway House.

## Historia
Rzeka została odkryta w 1612 przez angielskiego podróżnika Sir Thomasa Buttona i nazwana od szkutnika, który nad nią zmarł.

## Wykorzystanie
Wody Nelson River zasilają wiele elektrowni wodnych, spośród których największe to:
- Kettle Rapids, wybudowana w latach 1970-74, o mocy 1272 MW
- Long Spruce, wybudowana w latach 1977-79, o mocy 980 MW
- Kelsey, wybudowana w latach 1960-72, o mocy 224 MW, zasila kopalnie niklu w pobliżu Thompson[3]

Wzdłuż rzeki biegnie linia kolejowa należąca do Hudson Bay Railway.